# Nebelîțea, Makariv
Nebelîțea (în ucraineană Небелиця) este o comună în raionul Makariv, regiunea Kiev, Ucraina, formată numai din satul de reședință.

## Demografie
Componența lingvistică a comunei Nebelîțea
     Ucraineană (98,01%)
     Rusă (1,99%)
Conform recensământului din 2001, majoritatea populației comunei Nebelîțea era vorbitoare de ucraineană (98,01%), existând în minoritate și vorbitori de rusă (1,99%).